# Bușkalîk, Tlumaci
Bușkalîk (în ucraineană Бушкалик) este un sat în comuna Nîjniv din raionul Tlumaci, regiunea Ivano-Frankivsk, Ucraina.

## Demografie
Componența lingvistică a localității Bușkalîk
     Ucraineană (100%)
Conform recensământului din 2001, toată populația localității Bușkalîk era vorbitoare de ucraineană (100%).